# Chrysolina gansuica
Chrysolina gansuica é uma espécie de artrópode pertencente à família Chrysomelidae.